# أرنو فونكه
أرنو فونكه (بالألمانية: Arno Funke) هو كاتب ودي جيه ألماني، ولد في 14 مارس 1950 في برلين في ألمانيا.

## وصلات خارجية
- أرنو فونك على موقع IMDb (الإنجليزية)
- أرنو فونك على موقع ديسكوغز (الإنجليزية)